# Emma Eckstein
Emma Eckstein (ur. 28 stycznia 1865, zm. 30 lipca 1924) – wczesna pacjentka Zygmunta Freuda.

## Życiorys
Córka Alberta i Amali (z domu Wehle) Eckstein. Pochodziła z dobrej rodziny mieszczańskiej, była aktywną działaczką ruchu kobiecego w Wiedniu. Emma Eckstein była pierwszą analityczną pacjentką Freuda. Terapię rozpoczęła w 1894 roku, gdy miała 27 lat. Często utożsamiana z kobietą o pseudonimie Irma, której sen analizuje Freud w Die Traumdeutung, chociaż według wielu biografów Freuda „Irma” to postać utworzona na zasadzie kondensacji z dwóch realnych osób: Emmy Eckstein i Anny Lichtheim.

## Objawy
Powody zgłoszenia się Emmy Eckstein do twórcy psychoanalizy nie są całkowicie znane. Z listów Freuda do Fliessa wynika, że cierpiała na dolegliwości żołądkowe i problemy menstruacyjne. Miała również problemy z chodzeniem, a większość czasu spędzała, siedząc na kanapie.

## Terapia
Freud w 1885 roku wierzył, że masturbacja i problemy seksualne odgrywają kluczową rolę w powstawaniu nerwicy, Wilhelm Fliess zaś uważał, że bóle menstruacyjne brzucha spowodowane są masturbacją: Spośród cierpień pochodzących z masturbacji chciałbym wskazać szczególnie jedno z powodu jego ważności: neurotyczny ból żołądka. Jedyną drogą na wyleczenie neurotycznego bólu żołądka była, według tego otorynolaryngologa, operacja nosa. Fliess tłumaczył ten sposób leczenia własną teorią, według której problemy seksualne są przenoszone z organów płciowych na nos. 
Freud, znając teorie Fliessa, poprosił go o zoperowanie nosa Emmy Eckstein. Wilhelm Fliess przybył do Wiednia w lutym 1885 roku i od razu po operacji wrócił do Berlina. Operacja jednak nie pomogła. Obrzęk stawał się coraz większy, a krwawienia nie ustępowały. Doszedł do tego nieprzyjemny zapach stęchlizny. Ze względu na nieobecność Fliessa, Freud prosił o pomoc wiedeńskich chirurgów Roberta Gersuny i Ignaza Rosane. Ten ostatni wyciągnął z nosa Emmy Eckstein ponad półmetrową gazę, którą przez nieuwagę 14 dni wcześniej zostawił w nosie pacjentki Wilhelm Fliess. Freud w liście do Fliessa z 8 marca 1895 roku bierze na siebie winę za stan Emmy. Uważał, że nie powinien prosić chirurga, by operował w obcym mieście. Co więcej, stwierdza, że nikt go za to nie obwinia, bo takie wypadki zdarzają się nawet najlepszym. Na sam koniec listu dodaje, że w żadnym wypadku nie stracił do niego zaufania. 
Freud uznał również, że nieustające krwawienia Emmy Eckstein mają pochodzenie psychologiczne, a nie fizyczne: 
 Jej ból jest nieprawdziwy, a krwawienia, które wydawały się spowodowane twoją operacją mają w rzeczywistości podłoże psychologiczne – są histeryczne. 
Niektórzy autorzy krytykują Freuda, że pozwolił Fliessowi eksperymentować na swojej pacjentce. Zauważają, że dla Fliessa była to pierwsza poważna operacja w życiu (wcześniej dokonywał jedynie kauteryzacji i kokainizacji nosa). Co więcej, nawet gdy przyczyny krwawienia wyszły na jaw, cały czas bezwzględnie go bronił.
Emma Eckstein nigdy nie powróciła do pełnego zdrowia. Całą resztę swojego życia spędziła, leżąc na swojej kanapie. Została analitykiem i w tej pozycji przyjmowała swoich pacjentów.